# 总状土木香
总状土木香（学名：Inula racemosa）是菊科旋覆花属的植物，是中国的特有植物。分布在克什米尔以及中国大陆的陕西、湖北、新疆、四川、西藏、甘肃等地，生长于海拔700米至1,500米的地区，多生于水边荒地、河滩以及湿润草地，目前已由人工引种栽培。

## 别名
玛奴（西藏）、以木香（祁州药志、误用）、木香（玛利氏植物名录）

## 外部連結
- 藏木香, Zangmuxiang （页面存档备份，存于） 藥用植物圖像數據庫 (香港浸會大學中醫藥學院) （繁體中文）（英文）